# 정슬기 (수영 선수)
정슬기(1988년 7월 13일 ~ )는 대한민국의 수영 선수이다.
어릴 적 잔병치레를 많이 해서 외동딸을 더 튼튼히 키우려는 부모님의 손에 이끌려 여섯 살 때 수영을 시작했고 서울연촌초등학교 6학년 때부터 본격적인 선수 생활을 시작했다.
현재 연세대학교에 재학 중이며 2006년 범태평양 수영대회 여자 평영 200m에서 동메달을 땄다. 2007년 방콕 하계 유니버시아드 평영 200m에서 시즌 세계 랭킹 3위를 기록한 일본의 다무라 나나카를 꺾으며 금메달을 땄다. 2007년 8월 방콕 하계 유니버시아드부터 전국 체전, 2008년 중국 수영 오픈, 동아 수영 대회까지 자신이 참가한 모든 대회에서 여자 100m 평영 한국 신기록을 연속으로 갈아치웠다.

## 학력
- 서울연촌초등학교
- 하계중학교
- 서울체육고등학교
- 연세대학교

## 주요 대회 성적
| 날짜             | 종목        | 대회                                   | 장소            | 순위 | 기록                                  | 기타                                                                       |
| ---------------- | ----------- | -------------------------------------- | --------------- | ---- | ------------------------------------- | -------------------------------------------------------------------------- |
| 2006년 3월 6일   | 평영 200m   | 제7회 아시아 수영 선수권               | 싱가포르        | 3위  | 2:29.70                               |                                                                            |
| 2006년 3월 9일   | 혼계영 400m | 제7회 아시아 수영 선수권               | 싱가포르        | 2위  | 4:13.81                               | 정유진-정슬기-권유리-박나리                                                |
| 2006년 3월 10일  | 평영 100m   | 제7회 아시아 수영 선수권               | 싱가포르        | 3위  | 1:10,92                               |                                                                            |
| 2006년 8월 20일  | 평영 200m   | 범태평양 수영대회                      | 캐나다 빅토리아 | 3위  | 2:27:09                               | 한국신기록 (종전,정슬기 2:28:02)                                           |
| 2006년 12월 6일  | 평영 200m   | 제15회 아시안 게임                     | 카타르 도하     | 3위  | 2:27:82                               |                                                                            |
| 2007년 8월 9일   | 평영 50m    | 2007 하계유니버시아드, 예선            | 타이 방콕       |      | 32:29                                 | 한국신기록 (종전, 변혜영 32:87)                                            |
| 2007년 8월 9일   | 평영 50m    | 2007 하계유니버시아드, 결선            | 타이 방콕       | 7위  | 32:24 보관됨 2007-12-19 - 웨이백 머신 | 한국신기록                                                                 |
| 2007년 8월 11일  | 평영 200m   | 2007 하계유니버시아드, 결선            | 타이 방콕       | 1위  | 2:24:67                               | 대회 신기록 (종전, 가네토 리에 2:25:79) 한국 신기록 (종전, 정슬기 2:27:09) |
| 2007년 8월 14일  | 평영 100m   | 2007 하계유니버시아드, 예선            | 타이 방콕       |      | 1:09:98                               | 한국신기록 (종전, 정슬기 1:10:03)                                          |
| 2007년 10월 9일  | 평영 100m   | 제88회 전국 체육 대회 여자 일반부 결승 | 광주            | 1위  | 1:09.84                               | 한국신기록 (종전: 정슬기 1:09.98)                                          |
| 2008년 2월 3일   | 평영 100m   | 2008 중국 수영 오픈 결승               | 중국, 베이징    | 2위  | 1:09.30                               | 한국신기록 (종전: 정슬기 1:09.84)                                          |
| 2008년 8월 13일  | 평영 200m   | 2008 베이징 올림픽 예선                | 중국 베이징     |      | 2:25.95                               |                                                                            |
| 2008년 8월 14일  | 평영 200m   | 2008 베이징 올림픽 준결승              | 중국 베이징     |      | 2:26.83                               |                                                                            |
| 2008년 10월 11일 | 평영 100m   | 제89회 전국 체육 대회 여자 일반부 결승 | 대한민국 여수   | 1위  | 1:08.82                               | 한국신기록 (종전: 정슬기 1:09.09)                                          |
| 2008년 10월 13일 | 평영 200m   | 제89회 전국 체육 대회 여자 일반부 결승 | 대한민국 여수   | 1위  | 2:25.15                               | 대회신기록 (종전: 정슬기 2:28.00)                                          |

### 개인 최고 기록
| 종목       | 기록    | 날짜         | 대회          | 장소           | 기타 |
| 평영 50m   | 32.24   | 2007, 8, 9   | 타이 방콕     | 한국 최고 기록 |      |
| 평영 100m  | 1:08.82 | 2008, 10, 11 | 대한민국 여수 | 한국 최고 기록 |      |
| 평영 200 m | 2:24.67 | 2007, 8, 11  | 타이 방콕     | 한국 최고 기록 |      |